# Palpomyia buettikeri
Palpomyia buettikeri är en tvåvingeart som beskrevs av Boorman och Harten 2002. Palpomyia buettikeri ingår i släktet Palpomyia och familjen svidknott. Inga underarter finns listade i Catalogue of Life.